# Кудаевский сельсовет
Кудаевский сельсовет — упразднённая административно-территориальная единица, существовавшая на территории Московской губернии и Московской области до 1979 года.
Кудаевский сельсовет был образован в первые годы советской власти. По данным 1921 года он входил в состав Алексеевской волости Серпуховского уезда Московской губернии.
31 марта 1924 года Алексеевская волость была упразднена и Кудаевский с/с был передан в Стремиловскую волость.
В 1926 году Кудаевский с/с включал село Спас-Темня, деревни Кудаево и Лопино, агропункт Алексеевские выселки.
В 1929 году Кудаевский с/с был отнесён к Лопасненскому району Серпуховского округа Московской области.
14 июня 1954 года к Кудаевскому с/с был присоединены Дубровский и Капустинский с/с.
22 июня 1954 года из Стремиловского с/с в Кудаевский было передано селение Булгаково.
15 июля 1954 года Лопасненский район был переименован в Чеховский район.
15 апреля 1959 года из Кудаевского с/с в Булычевский были переданы селения Капустино, Петропавловка, Радутино и Сохинки.
3 июня 1959 года Чеховский район был упразднён и Кудаевский с/с отошёл к Серпуховскому району.
1 февраля 1963 года Серпуховский район был упразднён и Кудаевский с/с вошёл в Ленинский сельский район. 11 января 1965 года Кудаевский с/с был возвращён в восстановленный Чеховский район.
5 августа 1968 года из Кудаевского с/с в Съяновский с/с Серпуховского района было передано селение Вихрово.
30 мая 1978 года в Кудаевском с/с было упразднено селение Бавыкино.
22 августа 1979 года Кудаевский с/с был упразднён, а его территория передана в Дубненский с/с.